# Kandi
Kandi es una ciudad en el norte de Benín. Originalmente un importante mercado, Kandi ahora es sobre todo un centro agrícola. Se encuentra en la carretera principal norte-sur del país, a 650 km de Cotonú y 523 km al norte de Porto Novo. Es la ciudad más importante del departamento de Alibori, la ciudad contaba con 362.944 según el censo del 2014

## Divisiones administrativas
Kandi se subdivide en 10 distritos: Kandi I, Kandi II, Kandi III, Angaradébou, Bensékou, Donwari, Kassakou, Saah, Sam y Sonsoro. Contienen 39 aldeas y 9 distritos urbanos.

## Economía
La mayor parte de la población se dedica a actividades agrícolas seguidas por el comercio, el transporte y la artesanía. Los principales cultivos son el maíz, el algodón, ceiba, el mijo y el maní. Hay notables depósitos de hierro de alta calidad en la zona.

## Transporte
La ciudad está situada en la autopista RNIE 2 y es servida por el aeropuerto Kandi, que se encuentra al norte de la ciudad.